# Аулета
Аулѐта (на италиански: Auletta; на неаполитански: l'Avuletta, л'Авулета) е село и община в Южна Италия, провинция Салерно, регион Кампания. Разположено е на 280 m надморска височина. Населението на общината е 2440 души (към 2010 г.).